# Charles I. (Rouen)

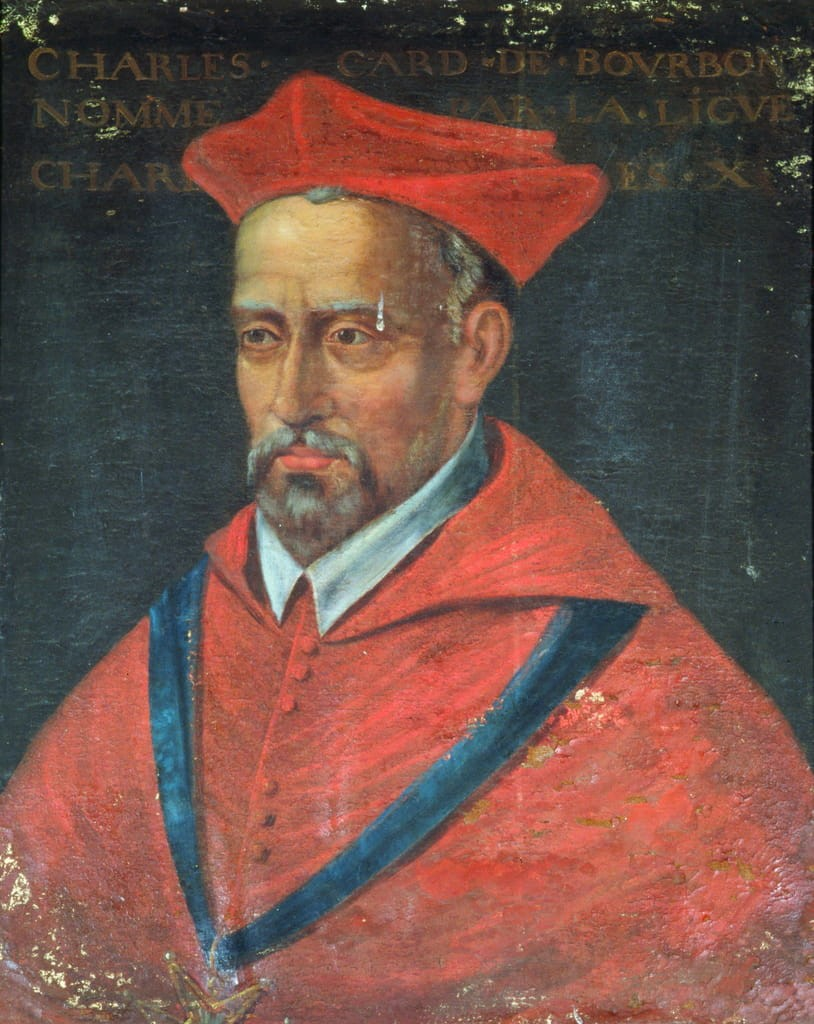
Porträt Charles’ de Bourbon eines anonymen Künstlers aus dem 16. Jahrhundert

Kardinalswappen (modernes Schema)

Charles de Bourbon de Vendôme, auch als Kardinal von Bourbon bekannt, (* 22. Dezember 1523 im Schloss von La Ferté-sous-Jouarre; † 9. Mai 1590 in Fontenay-le-Comte) war von 1550 bis 1590 Erzbischof von Rouen und ab 1548 bis zu seinem Tod Kardinal.
Als Prinz von Geblüt eng sowohl mit den französischen Königen als auch mit dem navarresischen Königshaus verwandt, wurde er 1589 von der Katholischen Liga der Guisen drei Tage nach der Ermordung Heinrichs III. unter dem Namen Karl X. zum neuen französischen König ausgerufen. Damit sollte die Thronbesteigung durch seinen Neffen, den hugenottischen Heinrich von Navarra, verhindert werden. Aber bereits im März 1590 erkannte er seinen Konkurrenten als legitimen König Frankreichs an. Der Name Karl X. wurde auf Erlass des Parlement de Paris aus allen bis dahin angefallenen Akten und öffentlichen Schriftstücken getilgt.

## Leben

### Kindheit und Jugend
Charles kam als achtes Kind und fünfter Sohn Charles’ IV. de Bourbon und dessen Frau Françoise d’Alençon, Duchesse de Beaumont, Tochter Renés de Valois zur Welt. Selbst ein Prinz von Geblüt, war er über seinen älteren Bruder Antoine de Bourbon, der zugleich sein Pate war, zudem mit dem Königshaus von Navarra verwandt.
Von frühester Kindheit an hatten seine Eltern eine kirchliche Laufbahn für ihn vorgesehen, und so zielte seine Erziehung, die er auf Schloss La Fère in der Picardie erhielt, von Beginn an auf eine Karriere innerhalb der Kirche ab. Anschließend ging er gemeinsam mit seinem Cousin Charles de Lorraine-Guise, dem späteren Erzbischof von Reims, nach Paris, um dort am Collège de Navarre zu studieren.
Schon im Alter von 16 Jahren wurde Charles am 5. Juli 1540 zum Bischof von Nevers ernannt. Es war das erste von insgesamt sechs Bischofsämtern, die er im Laufe seines Lebens innehatte.

### Kirchliche Karriere
Am 23. Januar 1544 erhielt Charles de Bourbon mit dem Bischofssitz von Saintes eine weitere lukrative Pfründe zugesprochen, ehe er auf Vorschlag König Heinrichs II. am 9. Januar 1547 durch Papst Paul III. zum Kardinal der Klasse eines Kardinaldiakons mit der Titeldiakonie San Sisto Vecchio erhoben wurde. Nachfolgend nannte er sich selbst Kardinal von Vendôme (französisch Cardinal de Vendôme), da sein Onkel Louis de Bourbon-Vendôme, der seit 1517 ebenfalls Kardinal war, bereits Cardinal de Bourbon genannt wurde. Erst nach dessen Tod im März 1557 wurde er als Kardinal von Bourbon betitelt.
Ab dem 9. März 1550 bekleidete er außerdem das Amt des Bischofs von Carcassonne, das er bis zum 15. Dezember 1553 und dann noch einmal in der Zeit vom 4. Oktober 1565 bis 1567 innehatte. 1550 fiel ihm zudem auch der Bischofssitz von Nantes zu. Höhepunkt des Jahres war für Charles am 3. Oktober seine Ernennung zum Erzbischof von Rouen, mit der er die Nachfolge Georges’ II. d’Amboise antrat. Sein feierlicher Einzug in Rouen fand am 11. April 1551 statt, bei dem neben den wichtigsten Adligen des Königreichs auch alle Suffraganbischöfe der Kirchenprovinz anwesend waren; unter anderem Charles d’Humières (Bischof von Bayeux), Gabriel Le Veneur de Tillières (Bischof von Évreux) und Pierre Duval (Bischof von Sées).
Am 22. April 1559 wurde er als Nachfolger von François de Montmorency zum Gouverneur von Paris und der Île-de-France ernannt und bekleidete somit neben seinen kirchlichen Ämtern erstmals auch einen weltlichen Posten. Im August 1562 folgte Charles seinem verstorbenen Bruder Antoine als Chef des königlichen Beraterstabes Karls IX. nach und behielt diesen Posten auch unter Karls Nachfolger Heinrich III. An den Generalständen in Orléans ab Dezember 1560 nahm er jedoch als Vertreter des Klerus teil.
1561 wurde Charles de Bourbon vom Papst die Klasse eines Kardinalpriesters zugesprochen, und er wechselte daraufhin auf die Titelkirche San Crisogono. In der Zeit von 1565 bis 1590 fungierte er zudem als päpstlicher Legat von Avignon.
Nachdem er mit Ausnahme des Sitzes in Rouen nach und nach auf sämtliche Bischofsämter verzichtet hatte, wurde Charles auf Empfehlung Karls IX. am 26. August 1569 durch Papst Pius V. zum Bischof von Beauvais ernannt und blieb dies bis zum August 1575. Symbolisch nahm der Abt von Notre Dame de Chartrice aus der Diözese Châlons, Louis de Mainteterne, das Amt am 30. Oktober 1569 für Charles an, denn der frisch gekürte Bischof wollte aufgrund heftiger Kämpfe um Beauvais im Zuge der Hugenottenkriege nicht selbst dorthin reisen. Seine erste Anwesenheit in Beauvais ist erst für Mai 1572 verbürgt. Zuvor hatte er 1571 in Aubevoye bei Gaillon den Bau des Kartäuserklosters Nôtre Dame de Bonne-Espérance initiiert, das nach ihm auch Chartreuse de Bourbon genannt wurde. Zwei weitere Bauprojekte Charles’ waren die Gründung eines Klosters der Paulaner 1580 in Dieppe und die Errichtung des Abtpalastes (französisch Palais Abbatial) von Saint-Germain-des-Prés im Jahr 1586 durch den Architekten Guillaume Marchant.

### König der katholischen Liga
Nach dem Tod François-Hercule de Valois, duc d’Alençon bestimmte der kinderlose Heinrich III. den navarresischen König Heinrich zum Thronfolger. Die Partei der Guisen wollte jedoch keinen Hugenotten auf dem französischen Thron akzeptieren und lehnte Heinrich von Navarra deshalb strikt ab. Herzog Henri I. de Lorraine, duc de Guise schloss am 31. Dezember 1584 mit Philipp II. von Spanien heimlich den Vertrag von Joinville, der auch von Papst Sixtus V. ratifiziert wurde. Der Vertrag sah beim Tod Heinrichs III. Charles de Bourbon als Thronerben vor, um auf diese Weise alle anderen erbberechtigten französischen Prinzen reformierten Glaubens auszuschließen. Im Juli 1585 gelang es der Liga sogar, Heinrich III. den Vertrag von Nemours abzuringen, der ausschließlich die Praxis des katholischen Glaubens in Frankreich zuließ und Hugenotten von jeglichen öffentlichen Ämtern ausschloss. Heinrich von Navarra schied damit faktisch als Thronfolger aus. Im Juli 1588 willigte Heinrich III. zudem in das Édit de l’Union ein, in dem er Charles de Bourbon als seinen „nächsten Blutsverwandten“ („[…] plus proche parent de son sang […]“) und damit implizit als legitimen Nachfolger anerkannte.
Durch Ausschluss des ärgsten Konkurrenten war für Charles seitdem der Weg auf den französischen Königsthron geebnet, doch während der Generalstände in Blois änderte sich dieses Situation blitzartig. Heinrich III. ließ den Kardinal nach der Ermordung Henris I. de Lorraine am 23. Dezember 1588 als Guise-Anhänger gefangen setzen und nach Tours bringen. Nachdem der König am 2. August 1589 durch ein Attentat ums Leben gekommen war, wurde Charles – obwohl noch in Gefangenschaft – vom Kopf der katholischen Liga, Charles II. de Lorraine, duc de Mayenne, unter dem Namen Karl X. zum König ausgerufen. Das Parlement von Paris erließ anschließend am 21. November 1589 und am 5. März 1590 zwei Anordnungen, die ihn zum „wahren und legitimen König von Frankreich“ („[…] vrai et légitime roy de France […]“) ernannten. Die Liga begann daraufhin, Münzen mit seinem Konterfei und seinem Wappen prägen zu lassen und in Umlauf zu bringen. Aufgrund ihrer geringen Stückzahl sind diese heute begehrte Sammlerstücke.
Derweil in Haft im Schloss von Fontenay-le-Comte im Poitou, sandte der inzwischen 66-jährige Charles im März 1590 seinen Kanzler mit einem Brief an seinen Neffen Heinrich IV., in dem er ihn als rechtmäßigen König anerkannte. Trotz dieses Schreibens blieb er in Gefangenschaft, in der er am 9. Mai 1590 an Nierensteinen starb. Sein Leichnam wurde im Kartäuserkloster von Aubevoye begraben, sein Herz in der Kirche Sant-Nicolas in Fontenay-le-Comte beigesetzt.
Am 3. September 1594 erließ das Pariser Parlement eine Verfügung, die anordnete, dass der Name Karl X. aus allen öffentlichen Akten zu löschen sei.

## Sonstige Ämter und Tätigkeiten
Neben seinen Ämtern als Bischof war Charles de Bourbon auch Kommendatarabt zahlreicher französischer Klöster, darunter einige der reichsten des Landes, wie zum Beispiel die Abtei Jumièges, die Klöster St. Germain-des-Prés, La Sainte-Trinité in Vendôme und Saint Ouen in Rouen sowie die Abteien Corbie und Saint Denis. Zeitweilig unterstanden ihm mehr als 20 Klöster, die ihn zu einem der reichsten Prinzen Frankreichs machten. Zudem wurde er am 31. Dezember 1579 zum ersten Commandeur des Ordens vom heiligen Geist ernannt.
Als einer der ranghöchsten Prälaten Frankreichs, der zudem Prinz von Geblüt war, nahm Charles zu seiner Zeit fast alle Eheschließungen von Mitgliedern des Königshauses vor. Dazu gehörte die Heirat Franz’ II. mit Maria Stuart in der Kathedrale Notre-Dame de Paris ebenso wie die Heirat Elisabeths von Valois mit dem spanischen König Philipp II. (vertreten durch Fernando Álvarez de Toledo, Herzog von Alba) und die Karls IX. von Frankreich mit Elisabeth von Österreich, die er rund vier Monate später in Saint-Denis auch zur Königin krönte. Im August 1572 traute er außerdem Henri I. de Bourbon und seine eigene Nichte Marie de Clèves (1553–1574), deren Pate er war, und leitete die feierliche Verlobungsfeier der Prinzessin Margarete von Valois mit dem hugenottischen König Heinrich von Navarra im Louvre. Auch die Hochzeitszeremonie Heinrichs III. und Louises de Lorraine-Vaudémont am 15. Februar 1575 in der Kathedrale von Reims wurde von ihm zelebriert.